# 光體鮠
光體鮠，為輻鰭魚綱鯰形目項鰭鯰科的其中一種，為熱帶淡水魚類，分布於南美洲巴西Branco河流域，體長可達17公分，棲息在底層水域，生活習性不明，可做為觀賞魚。